# Dialetto lomellino
Il dialetto lomellino è una variante del ramo occidentale della lingua lombarda, appartenente al gruppo linguistico gallo-italico. Comprende l'insieme delle parlate della Lomellina, la porzione occidentale della provincia di Pavia.
Differisce notevolmente dagli altri dialetti della Lombardia, non solo per le influenze del vicino Piemonte, ma anche per l'uso di vocaboli propri. In generale il dialetto lomellino può essere considerato come un dialetto lombardo con alcune comunanze con la lingua piemontese e quella emiliana, soprattutto dal punto di vista fonetico. A differenza del vicino idioma oltrepadano, afferente all'emiliano, il lomellino rimane comunque un dialetto lombardo.

## Varianti
La zona in cui esso è parlato corrisponde ai confini della Lomellina, tuttavia essendo l'area in questione incuneata tra le province di Alessandria, Novara e Vercelli in Piemonte e quella di Milano in Lombardia, nonché confinante con il Pavese e l'Oltrepò Pavese, è impossibile definire questo dialetto come uniformato in tutta la Lomellina, poiché, malgrado le similitudini del dialetto nelle differenti zone, il lessico risulta ibridato da quello delle aree confinanti. Nella zona compresa fra il torrente Terdoppio e la sponda occidentale del fiume Ticino, si avvicina al dialetto pavese (di tipo emiliano, pur con forti influenze lombarde, secondo le più comuni classificazioni) parlato a Pavia città e alle varianti milanesi parlate nei comuni che si affacciano sulla sponda orientale del Ticino. A nord la parlata locale è affine a quella novarese (di tipo lombardo), mentre man mano ci si sposta a ovest emergono le influenze della lingua piemontese, molto forti nei comuni compresi fra il torrente Agogna e la sponda orientale del fiume Sesia. Invece, dirigendosi verso i comuni della parte meridionale della Lomellina, compresi fra le confluenze dell'Agogna e del Ticino nel Po, vi sono elementi di transizione con il dialetto oltrepadano. 
A Vigevano si parla invece il dialetto vigevanasco, un dialetto con caratteristiche proprie che lo differenziano sia dal lomellino che dagli altri dialetti delle zone confinanti.
(Antonio Rusconi, I parlari del Novarese e della Lomellina, 1878, pag. XXVIII-XXIX)

## Brani in dialetto Lomellino

### Una nuvela del Bucasc

#### Dialetto di Gropello
Äv cönti duncä che int i temp däl prim re 'd Cipri, dop la cunquistä che Gutifree 'd Bulión l'evä fai dla Terä Säntä, l'è cäpitaa che unä siurä nòblä 'd Guascognä l'è ändai ä piligrinà äl Sänt Sepulcär e che gnénda indré dä là e rivändä 'in Cipri l'è stai mälträtaa dä certi disgrasià sensa vargògna. Lee, avéndegh vüü tänt dispiäsì, l'evä pinsaa d'ändass ä lümintà däl re. Ma gh'è stai dii che l'erä inütil, perché lü l'erä tänt un fiacón e dä pòch che non suläment 's vindichévä nò di dispressi fai ai altär, ma äl süportévä äncä si quäi fai ä lü. 'Stä dònä, quand l'ha sentii quést, avendägh nò speransä dlä vindätä, pär cunsulàss un poo däl mal, l'ha pinsaa dä sponz lä viliäcäriä 'd cul re, e ändändä dnäns a lü, piänzändä, lä gh'ha dii: "O 'l mè car Siur, mì vegni nò dä lü pär fàm fà vindätä dl'ingiüriä che m'han fai, ma pär prigàl d'insegnàm ma c'al fa lü a süportà tüt quäi che senti ä dì ch'ägh fan ä lü, parché äncä mei pössä fà istess dla miä che (äl Siur äl lä sa) mi 'gh regäläriss volonterä, dä già che lü ei j'ha portä insì ben"

Äl re, che fin alurä l'erä stai pigär e indurmént, cmè ch'äs füss svigiaa äpenä alurä, l'ha tacà dl'ingiüriä fai a cla dòna fasendegh giüstisiä, e äl s'è fai ün persecütór teribil 'd tüti quäi che féven quaicòss conträ l'unur dla sò curunä.

#### Dialetto di Mortara
Mì 'v cünti dónca cóme int i temp del prim re 'd Cipri, dop che Gütifrè 'd Büglión l'ha vinciüü in Tera Santa, gh'è sücedüü che 'na scióra 'd Guascogna l'ha fai 'l viagg di piligrin fin al Sepólcar. Tornanda da là, l'è arivaa in Cipri, e chì l'ha ricevüü ogni sorta 'd dispressi da di om canaja, Par cust ch' l'era tüta rabiaa e l'ha pinsaa d'andà a lamintàss dal re. Ma gh'è stai dii da quaidün che l'era temp pers, perché lü l'era tant ün bòn omass e insì da poch che inveci da vindicà da om giüst i ingiüri di altar, 'l soportava da povar cojón tücc i dispressi che 'gh favan a lü; tant l'è vera che se jün gh'aveva quaich dispiasè 'l sfogava la sò passión con fàgh quaicoss a lü. Sintanda insì cla povra dona gh'è cascaa i brass: ma par sfogà 'n poo 'l sò cör, l'ha pinsaa da mincionà cul re; e pianzinda la s'è portaa dadnan a lü e gh'ha dii: "Car 'l mè Sciór, mì vegni nò chì dadnan a tì parchè ta 'm faia giüstisia di ingiüri che m'han fai; ma in paga 't preghi che tì t'abia da mostràm come 't fee a mandà giü tüt cul che senti a dì che 't fan; parchè imparanda da tì pössa anca mì lassà cur tüt cul che m'han fai. E, 'l sa 'l Signór se mì podiss fàl!, volontera 't cedaria i mè dispiasì e magón a tì che 't see insì bòn a mandài giü".

'L re, che fina in óra l'era stai ün dormión, ün pigar, quasi svigiandas tüt int ün bot, comincianda dl'ofesa faia a cula scióra, gh'ha fai giüstisia in regola, e pö l'è divintaa l'om püssee teribil incóntra cui ch'avrian fai quaicoss incontrari a l'onur dla sò curóna.

Giovanni Papanti, I parlari italiani in Certaldo, 1875, pagg. 248-249

#### Dialetto di Vigevano
Dunca mè digh ca quând j'iva al prim re 'd Cipar, dopo ca Gutifree 'd Bujôn l'ha bvüü guadagnä ra Tera Sânta, j'è capitaa ca 'na nòbla 'd Guascògna l'iva 'ndàcia, vistii da piligrin, al Sapulcar; e 'gnind indree, rivä 'ch l'è stacia a Cipar, serti balussôn 'd brüt vilân a gh'hân facci di scalfüri, ma gross ben. Dopo pö, pina 'd magôn e tüta malincònia gh'è 'gnüü in ment d'andàgra a cüntä al re, gh'è 'gnüü in ment: ma j'è stacc dra buna gent ca gh'hân dicc ch'l'ha risparmiss ra sò strä, perché 'l re l'iva un mischin insè garganè e ca 'l variva a gnent, ch'inscâmbi 'd jess giüst e da met in parzôn cui ch'i fân 'ma di dispressi ai altar, a 's lassiva sempar fä cun i pee, propi da carògna: ad manera ca quij ch'i ivan dal ghigneôn, s'a 's sfughivan cun dìgan par i pursè, o 'gh fivan ra minee. Quând l'ha sintii insè cula dona là, la siva gnent cuma fä a sburì ra sò rabia, e par sfugäss a gh'è 'gnüü in ment d'andägh a dä 'na mustassä al re. L'è 'ndacia dadnân a lü tüta lürenta e pö gh'ha dicc: "Cär al mè re, mè sun 'gnüü da vü gnent parchè me specia ca vü 'm fii i mè pratansiôn par al mal ca m'hân facc, ma in pagament mè 'v preghi ad dìm cuma fii avèi insè tânta pasiensa par al mal ca 'v fân a vü, par ca pössa anca mè avèin altartânt par al mè ca, 'l sa 'l Signur, sa mè pudiss va 'l dariss par agnent vuluntera, da zà ca vü sii vün ca 'v n'in fa poch o gnent".

Al re, 'ch l'iva stacc fin inlura lòch, e franciss franciss, tüt int un tracc cuma ca sa 's svigiss, cmissipiând dal mal ch'i ivan facc a cula dòna là, ca pö a gh'ha facc ra sò rasôn, s'è miss a dàj adoss, s'è miss, sensa di guarda ca 'd dò, a tücc quij d'urinân i insültivan ra sò curuna.

Giovanni Papanti, I parlari italiani in Certaldo, 1875, pagg. 350-351

### La parabula del Fiö Trasun
Tratta dal libro I parlari del Novarese e della Lomellina dell'avvocato Antonio Rusconi, scritta nel 1878.

#### Dialetto dell'alta Lomellina
- Dialetto di Cassolnovo: Un om al gh'eva düü fiö. Al püssee giuvan ad lur gh'ha dii al pà: "Pà, dam la parta dla roba ch'am tuca!" e al pà gh'ha spartii la roba. E poch dì dopu al fiö püssee giuvan, tiraa a riva tüscoss, s'n'è andai in pais luntan, e l'ha trasaa i sò facultà vivenda da disparaa.
- Dialetto di Gravellona Lomellina: Un om al gh'eva düü fiö. E 'l pü giuvan gh'ha dii a sò pà: "Pà, dìm la mè part ch'am vegna!" e 'l pà gh'ha fai la sò part a tücc düü. E 'l fiö pü giuvan, da lì a düü o trii dì, l'ha pijaa sü la sò part e l'è 'ndai in d'un pais luntan, e là l'ha cunsümaa tüt con viv a sò caprissi.
- Dialetto di Cilavegna: A j'eva un om ch'l'eva düü fiö. Ar püssee giuvan di sii düü fiö a j'ha dicc au sò paà: "Pà, dam ar mè toch ad la roba ch'am tuca!" e ar papà l'ha facc al part e a j'ha dacc la sova. Dopu quai dì, is fiö l'ha pijaa sü tüt cul ch'agh j'eva tucaa e as n'è 'ndacc luntan, e a là a s'è miss a fä u sciur e a trasä tüt.
- Dialetto di Mortara: Un om 'l gh'aveva dü fiö. E 'l püssee giuvin gh'ha dii al padar: "Papà, dam la part ch'am tuca a mì!" e 'l papà l'ha fai i toch. E poch dì dop, 'l püssee giuvin, fai fagot, l'è andai luntan luntan e chì 'l s'è mangiaa tütcoss, fanda la vita di vissius.
- Dialetto di Gambolò: Ün om al gh'ava düü fiö. E 'l pü giun gh'ha dit al papà: "Papà, dam la part di beni ch'am tuca!" e 'l padar al gh'ha spartii la roba. Poch dì dop al fiö pü giun, tiraa apress tüta la roba, l'ha futüü 'l can e 's n'è andai in luntan pais: là l'ha strasaa tüt, fandsel mangià dai brubrù e dai pütann; e insì, in cula manera, tüta la sò roba la gh'è sghia via, e l'era sossan-sossan.

#### Dialetto della bassa Lomellina
- Dialetto di Gropello Cairoli: Dis che 'na völtä gh'era un om ch'al gh'evä düü fiö. Al sicond da 'sti fiö un dì al pìa sò padar e 'gh fa: "Pà, dam la part ad la robä ch'am vegnä a mei!" e sò padar a gl'a daiä. Da lì a 'n quai dì cal fiö là l'ha fai fagot ad tütä la sò robä e as n'è 'ndai int un sit luntan luntan: là s'è miss a fà al pursé e 'nt un sicond l'è 'ndai in rüinä.
- Dialetto di Garlasco: Un om äl gh'iva düü fiö. Äl püssee gion di düü äl gh'ha dit a sò pader: "Papà, dem la mè part!" e lü äl gh'ha dat la sò part a tüti düü. Da lì a poch dì äl püssee gion l'ha pijat sü tütcoss e 's n'è andat int un pais luntan luntan, e là l'ha mandaa in galera tüt äl fat sò, vivend da purcon.
- Dialetto di Breme: 'Na vota j'era 'n om ch'l'ava dui fiöi. 'L pü giuvu, ch'l'era 'na gioia, a l'ha dicc a sò päri: "Papà, dem cul ch'am toca, che son stüf da stà 'nsema!" e sò päri a 'j l'ha dacc. Da lì poch dì 'st fiö l'ha fai fagot e l'è andacc ün l'in pais luntan, vivind da disperaa.
- Dialetto di Semiana: Un om al gh'ava düü fiö. Al püssee giuvan ad lur al gh'ha a sò padar: "Papà, dam ad la roba ch'am tuca!" e 'l padar l'ha fai la division. Dop poch dì al fiö püssee giuvan l'ha fai sü al sò fagot e as n'è andai luntan, e là 'l s'è mangiaa tüt la sò roba, da dispraa.
- Dialetto di Lomello: Un om äl gh'ava düü fiö. E 'l püssee giun gh'ha dii äl padär: "Papà, dam la mè part!" e 'l padär ägh l'ha dai. Dop poch dì l'è andai girà 'l mond e l'ha sgäraa.
- Dialetto di Mede: Un om al gh'iva düü fiö. E 'l püssee giun ad lur düü l'ha dit al pader: "Papà, dam la mè part ch'äm toca!" e 'l pader el gh'ha spartii la sò roba a tüti düü. E poch dì dop el fiö pü giun l'ha tiraa pressa tütcoss, e 's n'è andat a luntan pais, e là l'ha cunsümaa tüt la sò sustansa vivenda da scarus.
- Dialetto di Sannazzaro dè Burgondi: Gh'era un om cun düü fiö. E äl püse giun gh'ha dii al padär: "Papà, dam la part ch'äm vena!" e äl povär padär l'ha divis ai fiö i sò sustans. Da lì a poch dì äl fiö püssee giun, miss insema tüsscoss, s'n'è andai luntan a sgarà tüt la sò roba vivändä da spensieraa, e menandä la püse grama cunduta.
- Dialetto di Pieve del Cairo e Villa Biscossi: 'Nä voltä gh'erä un om cun dü fiö. Äl püsé giun gh'ha dì äl padär: "Päpà, dam lä part ch'äm venä!", e äl povär padär l'ha spärtì tra i dü fiö tüt cul ch'äl g'avä. Dop un quäi dì äl fiö püsé giun l'ha faj sü tüt i so stras e s'nè ändaj fö dä cà, ä viv dä smurbità e sensä pinsér ä mängias sü tüt cul c'äl gavä ävü dä so pädär. E, disumlä tütä, mängiändä incäsì 'l videl in tlä pänsä ä lä vacä.